# Ferdi Huick
Ferdi Huick (* 2. Mai 1940 in Düsseldorf; † 6. April 2006 in Wilkenroth) war ein Redner des Kölner Karnevals. Er hatte Fernseh- und Rundfunkauftritte als Der bergische Landbote und war Mitglied im Stammtisch Kölner Karnevalisten. 
Huick war gelernter Dreher, aber schon früh verschrieb er sich dem Karneval in Düsseldorf. Er trat als „Vater Rhein“ auf und war Mitglied der KG Wibbelstätz. 1983 gelang Ferdi Huick der Durchbruch, als er bei der Kölner Gesellschaft Muuzemändelcher aufgenommen wurde. Bei seinen Auftritten verkörperte er die Typen „Bundeswehrsoldat“, „Tippelbruder“ und zum Schluss als Höhepunkt den „Bergischen Landboten“. 

## Sprüche
Alle Büttenreden beendete Huick mit dem berühmt gewordenen Schlusswort: „Und wenn die Kuh im Stall ihr Euter schwingt und dann der Chor der Landfrauen singt, und wenn dann noch kräht der Hahn auf dem Mist, dann weißt du, dass du im Bergischen bist“.

## Ehrungen
Im Jahre 2006 wurde Ferdi Huick bei der ZDF-Sendung Karnevalissimo mit dem „Hätz vun Kölle“ ausgezeichnet („Dat Hätz vun Kölle“ = „Das Herz von Köln“).